# Andy Selva
Andy Selva (Róma, 1976. május 25. –) San Marinó-i labdarúgó, edző. A San Marinó-i U17-es labdarúgó-válogatott edzője.
Csatárként és csapatkapitányként játszik a válogatottban és a La Fiorita együttesében is. Andy Selva rúgta a legtöbb gólt a felnőtt válogatottban, összesen nyolcat. Ezzel ő a San Marinó-i gólrekorder.